# Giles Blunt
Giles Blunt (Windsor, 1952) è uno scrittore e sceneggiatore canadese specializzato in narrativa gialla.

## Biografia
Nato a Windsor nel 1952, è cresciuto a North Bay, nell'Ontario.
Dopo il B.A. del 1975 ottenuto all'Università di Toronto, ha svolto diversi mestieri quali il barista e il cameriere del servizio in camera.
Ha iniziato a comporre liriche per riviste quali Grain e Poetry Canada prima di esordire nella narrativa nel 1989 con il thriller Cold Eye adattato al cinema nel 1997 con il titolo I colori del diavolo.
Principalmente noto per i romanzi aventi per protagonista il detective John Cardinal trasposti in serie TV, tra i riconoscimenti ottenuti si segnala un Silver Dagger e un Arthur Ellis Award.
Sceneggiatore per la televisione, dopo aver vissuto 20 anni a New York, è tornato a vivere in Canada, a Toronto.

## Opere principali

### Serie John Cardinal
- Quaranta modi per dire dolore (Forty Words for Sorrow, 2000), Milano, Tropea, 2001 traduzione di Lidia Perria ISBN 88-438-0326-3.
- Tempesta di giaccio (The Delicate Storm, 2002), Milano, Tropea, 2003 traduzione di Giancarlo Carlotti ISBN 88-438-0352-2.
- Cardinal: La stagione delle mosche (Blackfly Season, 2005), Milano, Sperling & Kupfer, 2019 traduzione di Stefano Massaron ISBN 978-88-200-6723-6.
- The Fields of Grief (2006)
- Until the Night (2012)

### Altri romanzi
- Cold Eye (1989)
- No Such Creature (2008)
- Breaking Lorca (2009)
- The Hesitation Cut (2015)

### Poesia
- Vanishing Act (2016)

## Filmografia parziale

### Sceneggiature
- Night Heat Serie TV (1987) (1 episodio)
- Diamonds Serie TV (1987-1989) 2 episodi
- Law & Order - I due volti della giustizia (1991) 1 episodio
- Street Legal (1993) 1 episodio

### Soggetti
- I colori del diavolo (Les Couleurs du diable), regia di Alain Jessua (1997) dal romanzo Cold Eye
- Cardinal Serie TV (2017-in corso) dai romanzi della Serie John Cardinal

## Premi e riconoscimenti
- Silver Dagger: 2001 per Quaranta modi per dire dolore
- Arthur Ellis Award per il miglior romanzo: 2004 per Tempesta di giaccio e 2013 per Until the Night